# Свети Никола (Тополница)
Вижте пояснителната страница за други значения на Свети Никола.
„Свети Никола“ е българска църква в село Тополница, община Дупница, изписана от представители на известния галички зографски род Минови.

## История
Датата на издигането на храма 1856 г. е вградена в източния дял на северната стена. Това е единственото свидетелство за строежа на храма, тъй като летописната книга е загубена. Строител на храма най-вероятно е майстор Миленко Велев от село Блатешница, Радомирско.

## Стенописи
Стенописите покриват цялото вътрешно пространство на храма в Тополница, изображенията са подредени в надлъжни пояси, следващи логична иконографска програма. Няма данни за провеждане на целенасочена реставрация, но наличието на отделни разрушения водят до извода, че на отделни места в храма има надживописвания. Милош Яковлев заедно с Марко Минов изписват църквата в 1883 година.

### Стенописи в олтарното пространство
Стенописите в олтарното пространство не се различават от други подобни в този период. В конхата на апсидата е поместено изображение на св. Богородица Ширшая небес с Христос Емануил в медальон.
В апсидата според традицията е представена композицията Поклонение на евхаристийната жертва. Светите отци литургисти са разположени отляво, св. Йоан Златоуст с къса черна брада и св. Василий Велики с много дълга заострена, също черна брада. Отдясно са другите двама Велики отци литургисти, св. Григорий Богослов и св. Атанасий Александрийски. И двамата са изобразени с бели бради, дълга на св. Григорий Богослов и къса и закръглена на св. Атанасий Александрийски. И четиримата са облечени с архиерейски одежди и държат свитъци с литургични текстове.
В нишата на прозореца е поместено всевиждащото Божие око и 2 ангела. В проскомидийната ниша е изображението на Свалянето на Христос от кръста. В нишата на диаконикона е представен Добрият пастир с гега и агне в ръцете си. На стената между апсидата и протезисната ниша е представен св. първомъченик и архидякон Стефан, а между и апсидата и нишата в диаконикона е представен дякон Прохор.
Във втория регистър е Причастието на Апостолите.
В третия регистър на източната стена се представени следните сцени: Христос изгонва търговците от храма, Юда приема сребърниците, Тайната вечеря и Гостоприемството на Авраам (Старозаветна Троица). В четвъртия регистър има изображение на Новозаветната троица.
На северната и южната стена има и по една сляпа ниша. В нишата на северната стена е изобразено Христос умива нозете на апостолите, а в нишата на южната стена, която достига пода на храма, има изображение на Притчата за митаря и фарисея. Изображението над ниша на южната стена е унищожено и на негово място в по-късно време е добавен прозорец. Над прозореца е съхранено изображение на Неопалимата къпина, а над него изображение, което е повредено при укрепването на храма. В петия регистър е поместено изображение на Каин убива Авел.
Над нишата на северната стена има четири сцени: Ноевият ковчег, Бог Отец се явява на Авраам и Сара. В следващия регистър е било Жертвоприношението на Авраам, но изображението не е запазено, а идентификацията е по надписа. Над тях е представена старозаветната сцена Жертвоприношението на Каин и Авел.
Композицията Свалянето на Христос от кръста визуализира редица елементи от евангелския текст: кръвта на Христос изтича в потира, присъстват св. Йоан Богослов и св. Богородица, акцентирано е върху атрибутите на мъчението. Този стенопис е от 1872 г. той предхожда с 11 години останалите стенописи в храма. Това може да се обясни с литургичната важност на нишата, предназначена за съхраняване на св. Дарове. Това е единственото място в храма, където има изписани имена на ктитори. Това изображение се различава стилово от другите стенописи в храма – то не е изработено от зографите, автори на останалите стенописи в храма.

### Стенописи по свода
По зенита на свода от изток на запад са изобразени Бог Отец, св. Богородица, Христос Вседържител, св. Йоан Кръстител (Предтеча) и патронът на храма св. Никола.
В надолтарната сводова композиция в кръгъл медальон е изобразен Бог Савааот. Четири херувима обграждат изображението. От двете страни се вече споменатите старозаветни: Жертвоприношението на Каин и Авел, Каин убива Авел, Бог Отец се явява на Авраам и Сара, Ноевият ковчег, Неопалимата къпина. Тези сцени са прикрити от иконостаса.
Следващото изображение на свода, закривано частично от венчилката на иконостаса, е на св. Богородица – господарка на ангелите. Композицията е заета от допоясно изображение на св. Богородица, представена като небесна царица с корона, придържана от два коленичещи ангела, които държат и свитъци с текст от Богородичния химн Достойно ест. От лявата страна на Богородица е написано МР БЖИ Ангелов. От двете страни на тази композиция са разположени шестима старозаветни пророци. С надписи са означени Елисей, Соломон, облечен с царска мантия и корона, държи в едната си ръка жезъл, Илия и Мойсей. Имената на другите двама пророци не могат да бъдат разчетени. Можем само да предположим, че това са Гедеон и Давид. Това изображение също е обградено от четири херувима.
Следващото централно изображение е на Христос Вседържител. Ликът на Спасителя има и допълнителна цветна лъчиста рамка. Символите на четиримата евангелисти допълват изображението на Вседържителя. От двете страни на това изображение са изписани деветте ангелски чина.
В следващия медальон е поместено, почти разрушено от влагата изображение на св. Йоан Кръстител. В полусвода са представени старозаветни персонажи, но поради лошото състояние на стенописите в тази част на храма можем само да предполагаме кои са те. От северната страна също са изобразени трима старозаветни персонажи, като един от тях е многострадалният Йов. Медальонът е съпроводен с флорална украса.
В последния медальон над емпория е изобразен патронът на храма св. Никола, като неговият образ също е съпроводен с флорална украса. В полусвода от южната и северната страна са изобразени сцени от живота на св. Никола. От южната страна първата е св. Никола спасява честта на трите девойки от гр. Патра, а втората е посвещаването на св. Никола в дяконство. Останалите сцени на същата страна на полусвода са почти изцяло унищожение. От северната страна са разположени четири сцени от житието на патрона на храма: първата е св. Никола спасява кораба от корабокрушение. Следва чудото с явяването му в съня на св. цар Константин Велики. На долния регистър е сцената Чудото с вола; последното изображение е в много лошо състояние и не може да бъде идентифицирано.
В зенита на свода, в най-източната му част, където е Светият олтар, в кръгъл медальон е поместено изображение на Бог Отец, придружен от своето небесно войнство – херувимите. Бог Отец благославя и с двете си ръце. От двете страни са изобразени старозаветните предобрази на евхаристията – Жертвоприношението на Каин и Авел и Жертвоприношението на Авраам.

### Цикли
Най-високият регистър започва с Благовещението и продължава с Упреците на Йосиф към Мария, Срещата на Мария с Елисавета, Мария на съд при Анна или Влъхвите при Ирод, Рождество Христово, Поклонение на влъхвите, Сретение Господне, Бягство в Египет на западната стена на емпория Избиването на младенците, Христос сред книжниците в храма, Кръщение Христово. Цикълът продължава на северната стена със сцената Христос призовава учениците си, Сватбата в Кана Галилейска, Срещата на Христос с Никодим, Срещата на Христос със Самарянката. За следващата сцена има две хипотези: Христос укротява бурята в морето (Явяването му пред учениците в Галилейското море) или Явяване на учениците при Тевериадското море, след нея е Възкресение Христово от цикъла на Страстите Христови.
Третият регистър е зает с цикъла на Страстите Христови: Предателството на Юда, Съдът на Анна и Каяфа, Самоубийството на Юда, Съдът на цар Ирод Антипа, Отричане на св. ап. Петър, Съдът на Пилат. Цикълът продължава на северната страна с Умиване на ръцете, Поругание Христово, Бичуване, Качване на кръста, Разпятие Христово и Сваляне от кръста.
Под цикъла на Страстите Христови отново са разположени сцени от Христологичния цикъл, започващ с Изцелението на слепия по рождение. След колоната цикълът продължава с Възкресяването на Лазар и Вход Господен в Йерусалим. Стенописите на северната стена продължават с Възнесение Христово, Неверието на св. апостол Тома, Явяването пред жените мироносци, Христос с Лука и Клеопа, Чудото с явяването на Христос пред Апостолите (Пътят за Емаус).
Има и редки сцени като Упреците на св. Йосиф към Мария. Светата Дева е представена легнала, докато нейният обрученик св. Йосиф е представен прав, подпрян на тояга. Това изображение не се среща често във Възрожденската живопис, но то ни е познато от храма в село Мисловщица. Другата подобна сцена е поместена между Срещата на Мария с Елисавета и Рождество Христово. Тя е запазена в много лошо състояние и това затруднява нейната интерпретация. Единият възможен вариант е да е представена сцената Влъхвите при Ирод, тъй като в композицията има човек на трон с корона на главата. Тази сцена не е особено разпространена, макар да се среща и в по-ранни паметници, като например в Елисаветградското евангелие. Другата възможна хипотеза е това да е „Мария на съд при Анна“. Други две рядко изобразявани сцени са Срещата Христос със Самарянката и Явяването пред двамата ученици по пътя за Емаус според надписа в храма – това са Клеопа (който и посочен и в Светото писание) и Лука.

### Изображения на светци
В най-долния регистър според традицията се разполагат образите на отделни светци. Южната стена в църквата е запазена за светците войни. Тази група започва с изображение на св. Георги в цял ръст, следва прозорецът, където има две изображения, които са много лошо запазени и не могат да бъдат идентифицирани (от запазените части става ясно, че във всичките прозорци са изписани монаси). Под прозореца има допоясни изображения на св. Прокопий и св. Теодор Стратилат. След прозореца има изображение на св. Теодор Тирон в цял ръст. Следва вторият пиластър (първият е зад иконостаса и не е живописван), където е владишкият трон, на капитела, който е един своеобразен преход към елиптичната част на конструкцията на храма, е изобразен един от евангелистите най-вероятно Матей. На всички пиластри има изображения на символа на църквата – двуглав орел с корона. Следват светите равноапостолни цар Константин и неговата майка св. царица Елена, държащи Честния кръст. Те са облечени в изключително богати царски одежди с едната си ръка държат кръста, а с другата скиптър. От двете им страни има по един светец войн, но поради лошото състояние на стенописите те не могат да бъдат идентифицирани. Тази композиция е най-голямата в регистъра на светците. На следващия пиластър е изобразен св. цар Петър, на капитела е изобразен евангелист Йоан. Следва св. Меркурий в нишата на прозореца, след този светец войн. Отново живописта е повредена и персонажите не могат да бъдат идентифицирани. Под прозоречната ниша има допоясни изображения на св. Мина, св. Виктор и св. Викентий. След прозореца под започващия емпорий е изобразен млад голобрад светец войн с икона на Христос в ръка. На колоната е изобразен св. цар Стефан Дечански. Следват св. Модест, благославящ животните, св. Стилиян – по традиция с пеленаче в ръце, св. Никодим облечен с национална носия и св. Злата Мъгленска, отбелязана в храма като „Златинска“.
На западната стена са разположени св. Васа Солунска, наречена Софийска, св. Георги Софийски, св. цар Алаксандър Невски и св. цар Йоан Шишман. От двете страни на главния вход са разположени архангелите Гавраил и Михаил, чиято апотропейна функция като пазители на църковния вход е известна от Средновековието.
В триъгълното пано между архангел Михаил и стълбата, която води към емпория има допоясно изображение на белобрад мъж, но отново надписът е в лошо състояние и не може да бъде разчетен. Предполага се, че изображението е на праведния Йов на гноището.
Стенописите по северната стена започват с изображение на Смъртта с коса в ръка, над нея е сцената Саул преследва Давид. На пиластъра има изображение на неизвестна жена в народна носия. След вратата, над която има изображение на ангел, в пространството над цокъла са изобразени славянските просветители св. св. Кирил и Методий с архиерейски одежди, държащи свитък със славянската азбука. Над тях е изобразен Христос. Свети Кирил държи архиерейски жезъл, а Свети Методий – книга. На пиластъра следва изображение на св. пр. цар Филарет. На капитела на този пиластър е изобразен св. евангелист Лука. След колоната е представен св. Козма в цял ръст. Изображенията на светци в следващата прозоречна ниша отново са на монаси, но поради лошото им състояние на можем да ги идентифицираме. Светците под тях са изобразени допоясно. Това са св. Трифон, св. Иаков и св. Дамян в цял ръст. На следващия пиластър е изобразен св. пр. цар Йоан, а над него е евангелист Йоан. Между колоната и поредния прозорец е изобразен св. Димитър Солунски. В нишата на прозореца също са изписани двама светци, единият от които е св. Пахомий Велики. Под прозореца има допоясни изображения на св. Евстатий, св. Кирил Александрийски и св. Спиридон. В прозоречната ниша е св. Стефан Нови, а между прозореца и иконостаса има изображение в цял ръст на св. Иаков, брат Божии.
Върху четири от капителите в тондо са изобразени авторите на каноничните евангелия. Изображенията са запазени добре, за разлика от имената на евангелистите. Може да се разчете единствено името на св. евангелист Лука. Образите им следват последованието на техните книги в Библията и всеки образ е придружен от съответния символ: Матей – ангел, Марк – лъв, Лука – телец, орелът, традиционният символ на св. Йоан Богослов, е заменен с ангелски образ, отличаващ се от символа на евангелист Матей с по-тъмния цвят на дрехата, които е нетрадиционен за представител на безтелесните сили.
От групата на светците войни много интересно е изображението на млад голобрад светец, държащ икона на Христос в дясната ръка. Името на светеца не се разчита. Дали това е образа на св. Йоан Калевти на този етап от проучването не може да се даде категоричен отговор.
Друга група светци, на която е отделено място в иконографската програма на храма и където има и най-много нововъведения, е тази, която по думите на Асен Василиев има за цел „да подтиква и разпалва националното чувство, да се подсили и крепи вярата и мощта на българщината“. На северната стена това е задължителното за периода на Българското възраждане изображение на славянобългарските просветители равноапостолните братя св. Методий и св. Кирил. Друг интересен образ на светец е този на св. Никодим, изключително популярен сред българското население през Възраждането. Св. Никодим е облечен с национална носия, в която са спазени и най-малките подробности при украсата и традиционния начина на обличане. С дясната си ръка държи мъченически кръст, а с лявата – другия символ за мъченичество – палмово клонче. Непосредствено до св. Никодим е изобразен ликът на св. Злата Златинска, известна сред населението повече като Мъгленска, която също е сред най-популярните български светици, особено почитана в този регион. Други такива светци са Васа Софийска и Георги Софийски (Кратовски). Интересно е и изображението на един от най-почитаните руски светци Александър Невски, трудно можем да намерим обяснение на неговата поява в този храм. Не са известни други изображения в района освен това в храма „Свети Георги“ в Сапарева баня и в храма „Свети Димитър“ в село Тешово, Неврокопско. И двете споменати църкви са изписани от същата група зографи. Следващото изображение е едно от най-интересните в храма и е на св. Йоан Шишман, цар болгарский. При описанието на стенописите на четири от колоните са изобразени царе, особено почитани в православния свят. На две от изображенията, които са много лошо запазени, надписите не се четат добре. Това затруднява идентификацията на персонажите свети преподобен цар Йоан и свети преподобен цар Филарет. Образите и имената на другите двама монарси са добре запазени. Ликът на св. цар Стефан Дечански, съвпада изцяло с модела от „Стематографията“ на Христофор Жефарович. Образът на св. цар Петър е един от рядко срещаните в стенописната украса. На една от колоните е изобразен женски образ в народна носия. Името ѝ не може да бъде прочетено, но ясно се чете епитетът към него – „Неврокопска“. Има следи от по-стар живописен слой, който кореспондира с изображения по останалите пиластри, където са изобразени царе. Една от новите теми, навлезли в църковната живопис през Възраждането, е образът на Смъртта, представена по западна традиция със своя символ – коса.

### Стенописи на емпория
Сцената Преображение Господне според средновековната традиция е разположена в най-високата част на западната стена. Вторият пояс е зает от вече споменатите: Избиване на младенците, Христос сред книжниците в храма и Кръщение Христово.
На нивото на стоящите богомолци в цял ръст са изобразени: св. мъченица Текла, св. мъченица Марина, св. мъченица Петка, св. мъченица Варвара, св. мъченица Неделя и св. мъченица Екатерина. До стълбището на северната стена са изобразени две сцени от живота на преподобната Мария Египетска – Причастието на Мария Египетска и Смъртта на Мария Египетска.
Емпорият частично има собствена иконографска програма, съобразена с неговото предназначение, като женско отделение, която функция е заимствана от джамиите. Изображенията на жените мъченици от емпория на храма са в много лошо състояние. В храма „Свети Георги“ и Сапарева баня същата група светици се представени в основата на емпория.
Познатото от Средновековието изображение на Причастието на преподобната Мария Египетска от преподобния старец Зосима и по-късната добавка на Успението на преподобната Мария Египетска, представено както е според западната традиция с лъвове около нея, е част от сцените с дидактично съдържание и отново е свързано със специфичното предназначение на емпория, това изображение също се среща и в храма „Свети Георги“ в Сапарева баня.

### Стенописи в притвора
В притвора над вратата, в ниша е изобразен патронът на храма св. Никола. От северната страна е представен Страшният съд, а от южната Митарствата на душата. Композициите от притвора в село Тополница са доста повредени и избелели, една от причините е и строителната дейност при изграждане на дървената конструкция на притвора.

### Стил
Стремежът към флорално-декоративна пъстрота се изявява предимно в някои от сцените, като тези от житието на св. Никола, Притчата за Митаря и Фарисея и др. Не се намират сложни орнаменатални рамки, няма и крещящо изпъкване на централния медальон с Христос Вседържител, както е на други места. Макар и да е направен опит това централно изображение, заместващо купола да бъде отделено от другите с по-ярка рамка, наподобяваща слънчеви лъчи. По зенита на свода изпъква и изображението на св. Богородица, но то е скрито частично от високата венчилка на иконостаса.
Композиционното изграждане на сцените е симетрично със строго хармонично разпределение от равномерни квадратни полета.
Сцените от земното житие на Христос са основната украса на храма. Те са подредени хронологически, като следват евангелския разказ. Ликовете на старозаветните пророци и небесните сили отделят този цикъл с изображенията в зенит на свода. Част от сцените на този цикъл заемат пространството между прозорците и това води до по-голямо разчупване на изображенията.